# Dobřejovice
Dobřejovice település Csehországban, a Kelet-prágai járásban. Dobřejovice Jesenice, Čestlice, Nupaky, Herink, Modletice és Průhonice településekkel határos. Lakosainak száma 1324 fő (2024. január 1.).

## Népesség
A település lakosságának változását az alábbi diagram mutatja:
| Lakosok száma | 406  | 439  | 412  | 331  | 340  | 567  | 1113 | 1191 | 1210 | 1324 |
|               | 1869 | 1890 | 1921 | 1950 | 1980 | 2001 | 2017 | 2019 | 2022 | 2024 |